# Ranunculus vaginalis
Ranunculus vaginalis är en ranunkelväxtart som beskrevs av Jules Émile Planchon, Amp; Linden, José Jéronimo Triana och Planch.. Ranunculus vaginalis ingår i släktet ranunkler, och familjen ranunkelväxter. Inga underarter finns listade i Catalogue of Life.